# Wylatowo

Nieoficjalny herb wsi Wylatowo

Wylatowo (niem. Wilatowen) – wieś (dawniej miasto) w Polsce położona w województwie kujawsko-pomorskim, w powiecie mogileńskim, w gminie Mogilno.
Wylatowo uzyskało lokację miejską przed 1388 rokiem, zdegradowane w 1871 roku. Prywatne miasto duchowne Wielatowo położone w powiecie gnieźnieńskim było własnością klasztoru kanoników regularnych w Trzemesznie.

## Podział administracyjny
W latach 1975–1998 miejscowość administracyjnie należała do województwa bydgoskiego.

## Demografia
Według Narodowego Spisu Powszechnego (III 2011 r.) liczyła 624 mieszkańców. Jest piątą co do wielkości miejscowością gminy Mogilno.

## Obiekty zabytkowe
We wsi jest zabytkowy kościół drewniany pw. Świętych Apostołów Piotra i Pawła z roku 1761. Pamiątką miejskiej przeszłości (lata 1388–1871) jest zwarta zabudowa o charakterze małomiasteczkowym w centrum miejscowości, z czworobocznym placem – dawniej rynkiem pośrodku. Wokół stoją domy kalenicowe.

## Nazwa wsi
Nazwa miejscowości notowana od XII w. (VELATOW 1245 r., VYELATOWO 1247 r., WELATOWO 1357 r., VYELATHOWO 1366 r., WIELATHOWO 1580 r., WIELATOWO, niekiedy WILATOWO, WYLATOWO 1893 r.). Nazwa dawniej brzmiała WIELATOWO. Pochodzi od nazwy osobowej WIELAT. Do nazwy osobowej pochodzi staropolski wyraz wieli (wielki) i imiona złożone typu Wielisław. Zmiana z WIELATOWO na WILATOWO zaszła na skutek podwyższenia wymowy samogłoski „e” przed spółgłoską „i”. Wtórnym skojarzeniem nazwy z wyrazami typu wylatywać można tłumaczyć zmianę WILATOWO w WYLATOWO.

## Historia
- 1147 r. Pierwsza wzmianka pisana o miejscowości Wylatowo pochodzi z dokumentu datowanego na rok 1147. Tego też roku posiadanie zatwierdził Eugeniusz III
- 1247 r. Kanonicy zaprowadzili w Wylatowie prawo niemieckie, które potwierdził książę Przemysław I, nadając tej osadzie wolne targi z zastrzeżeniem, że tylko włodarz miejscowy będzie pobierać targowe
- 1358 r. Pojawia się kościół pod wezwaniem św. Piotra. Według zapisu miejscem powstania kościoła miała być północno-wschodnia część rynku
- 1388 r. Nadanie miejscowości praw miejskich. Wylatowo pobierało myto, które król Władysław pozwolił przenieść do Trzemeszna
- 1410 r. Pożar nawiedził Wylatowo, które w roku 1479 zostało zniszczone doszczętnie
- 1458 r. Wylatowo wystawiło dwóch żołnierzy pieszych na wyprawę malborską
- 1564 r. Budowa kolejnego kościoła drewnianego pod wezwaniem Nawiedzenia Najświętszej Panny Marii.
- 1633 r. Wzmianka o istnieniu szpitala w Wylatowie
- lata 1689–1691: Remont kościoła dokonany staraniem proboszcza Walentego Augusta Czapnickiego, ołtarz główny i dwa boczne wykonał Grzegorz Karwacki, snycerz poznański na Chwaliszewie
- 1731 r. Obecny kościół został zbudowany w 1761 r. z fundacji opata trzemeszeńskiego Michała Kosmowskiego, wystawiony na wzniesieniu (być może grodzisku), na którym stała przedtem kaplica św. Rozalii. Kaplica była zwana Oratorium, wystawiona podczas zarazy 1669 r.
- 1788 r. Miasto Wylatowo w tym czasie liczyło 24 domy
- 1848 r. Czynny udział mieszkańców Wylatowa w Wiośnie Ludów
- 1853 r. Zbudowano pierwszy odcinek drogi bitej, łączący Wylatowo z Mogilnem
- 1864 r. Parafia w Wylatowie podlegała pod dekanat mogileński
- 1871 r. Władze pruskie z powodu słabego rozwoju odebrały miejscowości prawa miejskie
- 1892 r. Pożar zniszczył 40% zabudowań Wylatowa
- 1894 r. Powstanie Ochotniczej Straży Pożarnej w Wylatowie
- koniec XIX w. Postawienie na rynku figury św. Wawrzyńca
- lata 1900–1930: Przed pierwszą wojną światową działalność prowadziły towarzystwa przemysłowe. W powiecie mogileńskim do początków lat 30. XX wieku towarzystwa utrzymywały się w: Mogilnie, Pakości, Trzemesznie, Gębicach, Kwieciszewie i Wylatowie. Na początku XX wieku powstaje szkoła podstawowa. Do końca lat 20. XX wieku zachowana została niezmieniona struktura organizacyjna Związku Poznańskich Kółek Rolniczych na czele z patronatem. W 1926 roku znajdował się m.in. w Wylatowie, właśnie taki Związek Poznańskich Kółek Rolniczych pod wicepatronatem mogileńskim
- lata 1930–1939: We wszystkich miastach pogranicza oraz w Wylatowie w latach 30. XX wieku istniały dokształcające szkoły zawodowe. Nauczaniem w nich była objęta młodzież ucząca się zawodu, głównie w prywatnych zakładach. Do Wylatowa w 1937 r. uczęszczało 20 uczniów. Placówka ta została zlikwidowana w 1939 r. przez niemieckiego okupanta. W Wylatowie istniało również stowarzyszenie o bardzo ścisłym powiązaniu z Kościołem katolickim (lecz status był w pełni świecki), było to Katolickie Towarzystwo Robotników Polskich (KTRP). W statusach do podstawowych zadań zaliczały samopomoc oraz ochronę interesów. Do początków 1938 roku stan stowarzyszeń obniżył się i liczył 11 kół i ok. 450 członków. Koła KTRP istniały wówczas w Mogilnie, Strzelnie, Trzemesznie, Gębicach, Pakości, Kruszwicy, Kwieciszewie, Ludzisku, Wylatowie, Trlągu i w Chełmcach. Organizacje te zatem przetrwały głównie w miastach, natomiast koła wiejskie upadały. Należy dodać, że Kwieciszewo i Wylatowo w XIX wieku posiadały również prawa miejskie, zatem do typowych zrzeszeń wiejskich należały koła w Trlągu, Chełmcach i w Ludzisku
- lata 1939–1940: Od 1940 roku działała Tajna Organizacja Narodowa (TON), założona w Wielkopolsce w końcu 1939 roku przez byłych mieszkańców Wylatowa – braci Edmunda i Henryka Rolińskich
- lata 1945–1950: W latach tych powstały przedszkola na wsiach: Dąbrowa, Kruchowo, Kwieciszewo, Orchowo, Mokre, Ostrowite, Szczepanowo, Wylatowo i Wójcin
- 1954 r. 5 października została podjęta uchwała odnośnie do podziału powiatu mogileńskiego przez Wojewódzką Radę Narodową w Bydgoszczy. Wytyczono wówczas granice 27 gromad, w tym Wylatowa
- 1960 r. Oddano do użytku wiejski wodociąg w Wylatowie
- lata 1960–1970: W tych latach sołectwo Wylatowo miało powierzchnię 40,1 km². Liczba ludności w roku 1960 ogółem wynosiła 1966, a na 1 km² było to 49,0 osób. W roku 1970 liczba ludności sołectwa Wylatowa wzrosła do 2079, a w przeliczeniu na 1 km² wynosiło to 51,8 osób
- 1985 r. 18 czerwca szkole podstawowej w Wylatowie nadano imię Jana Kochanowskiego, wielkiego poety z Czarnolasu
- 1996 r. Nowym elementem w krajobrazie Wylatowa jest biało-czerwony stalowy maszt telefonii bezprzewodowej, na południowy wschód od wsi
- lata 2000–2005: Wieś staje się znana, gdy w tym okresie, na okolicznych polach pojawiały się kręgi zbożowe[6]. Sprawę udokumentowała m.in. Fundacja Nautilus
- 2022 r. Odbyła się premiera filmu dokumentalnego pt. „UFO: Oni już tu są” poświęconego zjawiskom niewyjaśnionym, do których przed laty dochodziło we wsi[7]

## Wylatowo w kulturze i sztuce
W 2012 roku powstało słuchowisko radiowe „Gate 2012/2013” oparte na sztuce Jarosława Pijarowskiego i zrealizowane przez Teatr Tworzenia, którego akcja dzieje się w Wylatowie. Wyemitowane zostało w nocy z 21 na 22 grudnia 2012 w Polskim Radiu PiK (według przepowiedni i kalendarza Majów – była to data końca świata). Udział wzięli między innymi:Robert Bernatowicz, Adam Ferency, Mariusz Benoit, Józef Skrzek, Marek Piekarczyk, Jarosław Pijarowski, oraz w archiwalnym nagraniu – pośmiertnie Andrzej Przybielski.